# Armija FM
Armija FM (ukrainisch Армія FM, russisch Армия FM; in englischsprachigen Dokumenten Army FM) ist eine Radiostation des Ukrainischen Verteidigungsministeriums. Die Station nahm am 1. März 2016 ihren Testbetrieb auf. Gesendet werden Nachrichten und Musikprogramme. Der Aufbau des Senders wurde von der US-amerikanischen Organisation Spirit of America mit 76.000 USD gefördert.
Armija FM wird primär als Webstream verbreitet und wird in einigen ukrainischen Städten auch auf UKW ausgestrahlt.